# Попов, Валентин Николаевич
Валентин Николаевич Попов (1907—1987) — советский оперный певец (бас); Народный артист РСФСР (1959), лауреат Сталинской премии (1951, за исполнение партии Гермогена в опере «Иван Болотников» Л. Б. Степанова, поставленной на сцене Пермского театра оперы и балета).
Один их ведущих исполнителей басового репертуара (более 40 партий) в СССР. Обладал мягким, красивым голосом, богатым интонаций, а также сценической культурой и большой выразительностью.

## Биография
Родился 21 апреля (4 мая по новому стилю) 1907 года в городе Верхняя Салда Пермской губернии, ныне Свердловской области.
В 1927—1929 годах пел в церковном хоре и хоре театра оперетты в городе Ирбит. В 1929—1934 годах работал в Свердловске. Затем обучался в Свердловской государственной консерватории, которую окончил в 1939 году.
Первый оперный сезон после окончания консерватории, пел в Пермском театре оперы и балета. Затем один сезон работал в Свердловской опере, после этого — в Свердловском радиокомитете. После этого четыре года пел в Башкирском театре оперы и балета в Уфе и два года — в Горьком. В 1948 году Валентин Николаевич вернулся в Пермь, где работал до завершения своей певческой карьеры в 1969 году. Одновременно гастролировал вместе с театром по многим городам Советского Союза. Пел в Москве в Большом театре, исполнив в феврале 1952 года партию Мельника в опере Даргомыжского «Русалка».
После завершения театральной карьеры В. Н. Попов перешёл на педагогическую работу, став в 1970 году преподавателем Пермского музыкально-педагогического училища № 2.
Умер 24 июня 1987 года в Перми. Похоронен на 25-м участке Северного кладбища.